# Osmia jilinensis
Osmia jilinensis är en biart som beskrevs av Wu 2004. Osmia jilinensis ingår i släktet murarbin, och familjen buksamlarbin. Inga underarter finns listade i Catalogue of Life.